# Горло Білого моря
Горло Білого моря — протока у Північному Льодовитому океані, відокремлює Терський берег Кольського півострова від Зимового берега материка. Поєднує основний басейн Білого моря з Воронкою, що з'єднує Біле море з Баренцовим.
Довжина 160 км. Ширина від 46 до 93 км. Глибина в основному менш 100 м. Найбільша глибина 130 м.
У протоці розташовується острів Сосновець. Біля виходу у Воронку знаходиться острів Моржовець. На узбережжі виділяються миси Червоний, Бабин Ніс, Нікодимський (Терський берег) і Воронов, Оленячий Ніс, Мегорський Ніс, Інці, Ведмежий (Зимовий берег). Зимовий берег високий, урвистий; Терський — пологий, болотистий.
Течії в протоці спрямовані на північ і мають швидкість близько 1 км/год. Значні припливно-відливні течії. Взимку покривається плавучим льодом.
Горлом на півночі Росії називають протоку, що з'єднує внутрішнє море або затоку зі зовнішнім морем, звідси й назва.
У протоці розвинений промисел морської риби і гренландського тюленя. На березі протоки розташовуються населені пункти Маяк Нікодимський, Соснівка (Терський берег) і Вепревський, Нижня Золотиця, Това, Інці, Струмки, Мегре, Майда, Вороновський (Зимовий берег).
Протока знаходиться в акваторії Архангельської і Мурманської областей.